# Голобок
Голобок (інші назви: Голобог, Медіум Олобок, Сальмоніс (з латини - Лосось), Сальмо; пол. Hołobok, Hołobog, Gołobok, Medium Ołobok, Salmonis, Salmo) — шляхетський герб польського чи руського походження.

## Опис герба
В червоному полі половина срібного лосося від голови, головою вгору і спиною вліво. У клейноді той же лосось між двома трубами. Намет червоний, підбитий сріблом.

## Історія
Початок цього герба, згідно гербового міфу, належить до 1109 року. Під час війни короля Болеслава III Кривоустого з поморянами воїн Ратольд передбачив перемогу за влучним враженням у воді лосося. В знак вдячності король надав воїну герб із головою цієї риби.
За іншою версією, назва герба походить від назви струмка Голобок на Помор'ї.
Печатки: Петра Чековського від 1464 року і Петра де Браньче, судді земського львівського. На обох печатках був півлосось, однак, в пояс (тобто вертикально).

## Роди
- Барцицькі (Barcicki), Берульти (Bierult), Бірулі (Бялиницькі-Бірулі) (Birula, Białynicki-Birula), Борецькі (пол. Borecki), Боровюші (Borowiusz), Браницькі (пол. Branicki).
- Вірковські (Wirkowski).
- Герейки (Herejko), Гловневські (Głowniewski), Гловчевські (Główczewski), Голдаковські (Hołdakowski), Голобоки (Hołobok), Грабовницькі (Grabownicki).
- Домбровські (Dąbrowski), Дрозьвінські (Droźwiński).
- Єловицькі (Jełowicki), Єльовські (Jelowski).
- Завіші (Zawisza), Зрудські (Zrudzki).
- Клопотеки (Kłopotek).
- Липневичі (Lipniewicz), Липницькі (Lipnicki), Липські (Lipski), Лущиці (Łuszczyc), Лятичинські (Latyczyński).
- Мрозики (Mrozyk), Мрозіки (Mrozik).
- Незвоєвські (Niezwojewski), Незвойовські (Niezwojowski), Нечвоєвські (Nieczwojewski), Нікловичі (Niklowicz), Нікловські (Nikłowski).
- Ольковські (Olkowski), Ольшамовські (Olszamowski), Осельські (Osielski).
- Піктановичі (Piktanowicz).
- Ратулти (Ratułt), Ратульди (Ratuld).
- Студзенські (Studzieński), Студзинські (Studziński).
- Тарли (Tarło) (не плутати з таким же родом, але гербу Топор).
- Уніславські (Unisławski).
- Цебери (Ceber), Цебровські (пол. Cebrowski), Цедровські (Cedrowski), Цековські (Cekowski).
- Чековські (Czekowski), Чесави (Czesaw), Чесахи (Czesach).
- Яловицькі (Jałowicki).